# C/2013 C2 (Tenagra)
C/2013 C2 (Tenagra) — одна з короткоперіодичних комет типу Хірона. Ця комета була відкрита 14 лютого 2013 року; вона мала 19.0m на час відкриття.